# Station Chaulnes
Station Chaulnes is een spoorwegstation in de Franse gemeente Chaulnes.